# Evangelio de Marción

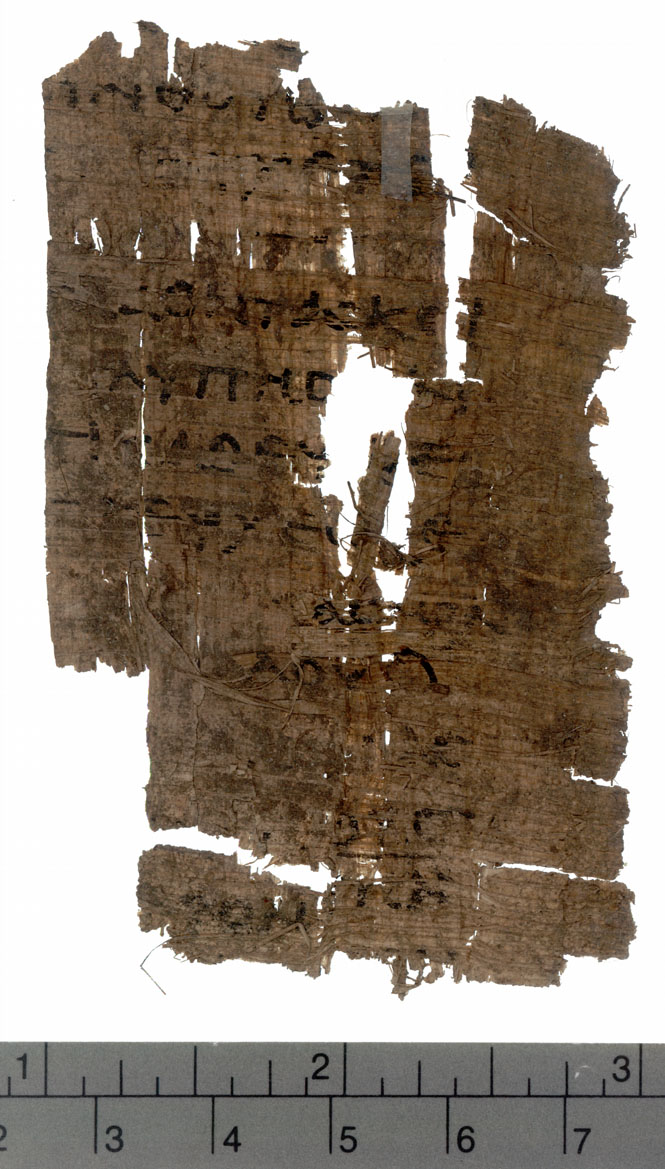
Claire Clivaz sugiere que el Papiro 69 debe ser considerado «como un testigo de una edición marcionita del Evangelio de Lucas».

El Evangelio de Marción, denominado por sus seguidores como el Evangelio del Señor, fue un texto utilizado por el maestro cristiano Marción de Sinope a mediados del siglo II, excluyendo a los otros evangelios. Sus fragmentos reconstruidos aparecen ahora entre los apócrifos del Nuevo Testamento. La enseñanza de Marción fue condenada como herejía en el año 144.
Muchos apologistas cristianos escribieron tratados contra Marción después de su muerte, además de la célebre obra de Tertuliano, por medio de la cual se ha podido reconstruir casi todo el Evangelio del Señor de Marción a partir de sus citas. Así pues, Marción solo es conocido por medio de sus críticos, quienes consideraban a sus doctrinas como una desviación del cristianismo proto-ortodoxo.

## Texto del Evangelio de Marción
No hay ningún manuscrito antiguo que haya preservado el Evangelio de Marción. Sin embargo, gracias a las citas que algunos autores eclesiásticos y padres de la Iglesia antiguos hacen de este evangelio, ha permitido a los estudiosos reconstruir una buena parte. 
Las fuentes primarias para esta reconstrucción son Tertuliano, Epifanio de Salamina y el anónimo Diálogo de Adamancio. Además, algunos autores han completado las partes que faltan con el Evangelio de Lucas, ya que ambos textos presentan una gran semejanza.

## Relación con el Evangelio de Lucas
Hay dos relaciones posibles entre el Evangelio de Marción y el Evangelio de Lucas: o bien Marción editó el Evangelio de Lucas que existía anteriormente para que se ajustara a su propia agenda; o bien su Evangelio del Señor es anterior al Evangelio de Lucas como lo tenemos hoy y fue, de hecho, su base.

### El Evangelio de Marción como edición de Lucas
Los Padres de la Iglesia escribieron, y la mayoría de los eruditos modernos están de acuerdo, que Marción editó a Lucas para ajustarse a su propia teología, el marcionismo. Tertuliano, apologista cristiano de finales del siglo II, señaló que Marción «expurgó [del Evangelio de Lucas] todas las cosas que se oponían a su visión [...] pero conservó aquellas cosas que estaban de acuerdo con su opinión».
De acuerdo con este punto de vista, Marción eliminó los dos primeros capítulos de Lucas acerca de la Natividad, y comenzó su evangelio en Cafarnaúm haciendo modificaciones al resto adecuado al marcionismo. Las diferencias en los textos a continuación destacan la visión marcionita de que, primero, Jesús no siguió a los Profetas y, segundo, que la tierra es mala.
| Lucas                                                                                                | Marción |
| --- | --- |
| ¡Oh insensatos, y tardos de corazón para creer todo lo que los profetas han dicho! (Lucas 24:25)     | ¡Oh insensatos, y tardos de corazón para creer todo lo que les he dicho!                                                  |
| Y comenzaron a acusarle, diciendo: A este hemos hallado que pervierte a la nación [...] (Lucas 23:2) | Y comenzaron a acusarle, diciendo: A éste hemos hallado que pervierte a la nación [...] y destruir la ley y los profetas. |
| Yo te alabo, oh Padre, Señor del cielo y de la tierra [...] (Lucas 10:21)                            | Yo te alabo, Padre celestial [...]                                                                                        |

El teólogo Adolf von Harnack (1851–1930), de acuerdo con el relato tradicional de Marcion como revisionista, discutió las razones de sus alteraciones a Lucas. Según Harnack, Marción creía que solamente podía haber un evangelio verdadero, todos los demás eran invenciones de elementos pro-judíos, decididos a sostener la adoración de YHWH. Además, él creía que el verdadero evangelio fue dado directamente al apóstol Pablo por el mismo Cristo, pero posteriormente fue corrompido por aquellos mismos elementos que también corrompieron las epístolas paulinas. Marción vio la atribución de este evangelio a Lucas el Evangelista como otra invención. Por lo tanto, comenzó lo que él consideró como la restauración del evangelio original como fue dado a Pablo. En palabras de Harnack: «Para esta tarea no apeló a una revelación divina, ni a instrucción especial alguna, ni a una ayuda neumática [...] De esto se deduce inmediatamente que para sus purificaciones del texto -y esto generalmente se pasa por alto- no podía reclamar ni reclamó una certeza absoluta».

### Evangelio de Marción como fuente de Lucas
Sin embargo, algunos autores han sugerido que sería el evangelio de Marción el que estaría a la base del Evangelio de Lucas e incluso de los demás evangelios canónicos (cf. Prioridad del Evangelio de Marción).